# Ludovic Vitet

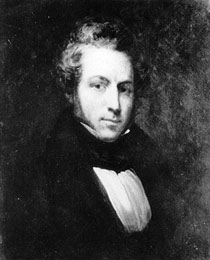
Ludovic Vitet

Ludovic Vitet (* 18. Oktober 1802 in Paris; † 5. Juni 1873 in Versailles) war ein französischer Politiker und Schriftsteller, der sich besonders für die Denkmalpflege (Monuments historiques) einsetzte.

## Familie und Ausbildung
Vitet stammte aus einer reichen Familie der Bourgeoisie. Er war der Enkel des Konventsmitgliedes Louis Vitet (1736–1809) und Sohn von Pierre-Jean Vitet und Amélie Arnaudtizon. Ludovic Vitet studierte von 1819 bis 1824 Rechtswissenschaft an der École normale supérieure in Paris.

## Berufsleben
Vitet wurde Redaktionsmitglied der Zeitung Le Globe und arbeitete ebenfalls für die Revue française und die Revue des Deux Mondes.
Zwischen 1827 und 1829 schrieb er mehrere Theaterstücke (Les Barricades, Les États de Blois, La mort de Henri III), die ihn bekannt machten. Sie wurden 1844 unter dem Titel La Ligue in einem Band veröffentlicht.
Als einer der maßgeblichen Vertreter des Liberalismus war Vitet befreundet mit Madame de Staël, Alessandro Manzoni und Sismondi. Zusammen mit Freunden gründete er die Vereinigung Aide-toi, le ciel t’aidera („Hilf dir selbst, so hilft dir Gott“), um die Liberalen bei der Wahl 1827 zu unterstützen.
Erst die Julirevolution von 1830 eröffnete ihm neue Perspektiven. Er wurde 1830 Präfekt unter dem Innenminister François Guizot, der für ihn noch im gleichen Jahr die Stelle des Inspecteur général des monuments historiques schuf. Nach Inspektionsreisen zunächst in Nordfrankreich lieferte Vitet 1831 einen Rapport ab, der sich mit dem Zustand der Bauwerke aber ebenso mit den Museen, den Bibliotheken und den Archiven beschäftigte. Weitere Inspektionsreisen führten ihn ins Burgund, ins Lyonnais und in den Südwesten Frankreichs, wo er den Kreuzgang von Moissac rettete. Sein Nachfolger in diesem Amt wurde 1834 Prosper Mérimée.
Am 10. April 1834 wurde Vitet zum Secrétaire général des Wirtschaftsministeriums ernannt. Bis 1848 hatte er den Vorsitz der von ihm gegründeten Commission des monuments historiques inne, die Gelder zur Restaurierung der Baudenkmäler vergab. 1839 wurde Vitet Mitglieder der Académie des Inscriptions et Belles-Lettres und 1845 wurde er in die Académie française gewählt. Ludovic Vitet wurde 1834 Abgeordneter der Deputiertenversammlung und 1836 gleichzeitig Secrétaire général des Finanzministeriums und Conseiller d’État.
Nach der Februarrevolution 1848 wurde Vitet 1849 in die Assemblée législative gewählt und er wurde einer ihrer Vizepräsidenten. Er gehörte zur monarchistischen Mehrheit der Kammer, war aber eher gegen die Politik von Napoleon III. Vitet gehörte zu den Abgeordneten, die 1851 gegen den Staatsstreich von Napoleon III. protestierten. Deshalb wurde er festgenommen und verbrachte einige Tage im Gefängnis.
Unter dem Zweiten Kaiserreich zog er sich vom politischen Leben zurück und widmete sich der Literatur und der Kunst. Während der Belagerung von Paris im Jahr 1870 unterstützte er die republikanische Bewegung und veröffentlichte Artikel in der Revue des Deux Mondes.
Am 8. Februar 1871 wurde er in die Assemblée nationale gewählt, wo er einer ihrer Vizepräsidenten wurde. Er war unter Adolphe Thiers Mitglied der Kommission, die den Frieden mit dem Deutschen Reich aushandelte.
Ludovic Vitet war in der Dritten Republik Präsident der Commission des monuments historiques, wo er sich für die Revision der Liste des monuments historiques engagierte.

## Veröffentlichungen (Auswahl)
- Les Barricades. Scènes historiques. Mai 1588. Brière, Paris 1826.
- Les États de Blois, ou la mort de MM. de Guise. Scènes historiques, Décembre 1588. Ponthieu, Paris 1827.
- La mort de Henri III août 1589. Scenes historiques, faisant suite aux barricades et aux états de Blois. Fournier, Paris 1829.
- Rapport au ministre de l’Intérieur sur les monuments, les bibliothèques, les archives et les musées des départements de l’Oise, de l’Aisne. Imprimerie Royale, Paris 1831.
- Histoire des anciennes villes de France. Recherches sur leurs origines, sur leurs monuments, sur le rôle qu’elles ont joué dans les annales de nos provinces. 1re Série: Haute-Normandie. Dieppe. 2 Bände. A. Mesnier, Paris 1833.
- Eustache Lesueur. Hauman, Brüssel 1841.
- La Ligue, Scènes Historiques. 2 Bände. Gosselin, Paris 1844.
- Monographie de l’église de Notre-Dame de Noyon (= Collection de Documents inédits sur l’histoire de France. Séries 3: Archéologie. Bd. 31, ZDB-ID 1003691-x). 2 Bände (Textbd.; Atlasbd.). Imprimerie Royale, Paris 1845.
- Fragments et Mélanges. 2 Bände. Comptoir des imprimeurs unis, Paris 1845–1846;
  - Band 1: Beaux arts, critique littéraire et artistique.
  - Band 2: Archéologie du Moyen-âge.
- Histoire financière du gouvernement de Juillet. Bureau de la Revue des deux mondes, Paris 1848.
- Les États d’Orléans, Scènes Historiques. Levy, Paris 1849.
- Le Louvre. Bureau de la Revue Contemporaine, Paris 1852 (Nouvelle édition avec un plan du Louvre. Le Louvre et le nouveau Louvre. Calmann Lévy, Paris 1882).
- Études sur l’histoire de l’art. Série 1–4. Levy, Paris 1864.
  - Série 1: Antiquité. Gréce, Rome, Bas-Empire.
  - Série 2: Moyen âge.
  - Série 3–4: Temps medieves.
- Le comte Duchâtel. Clichy, Paris 1875.

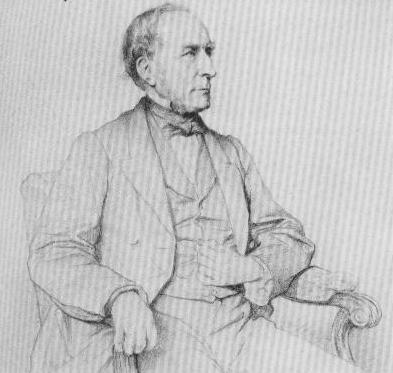
Vitet gezeichnet von H. Lehmann, 1864